# Banijasz ostroma
2011. május 7-én, a szíriai polgárháború kezdeti, felkelői szakaszában a szíriai hadsereg hadműveletet indított a szíriai Banijasz városában. A kormány bevallása alapján terrorista csoportokat vett célba, miközben a szíriai ellenzék a demokráciát támogatók elleni beavatkozásról beszélt. A hadművelet 2011. május 14-ig tartott.

## Megelőző események
Április 9-én ismeretlen fegyveres rálőtt egy Banjaszon áthaladó katonai buszra, s eközben kilenc katonát megölt.
Április 10-én tüntetést tartottak Banjaszban, ahol véres összecsapások bontakoztak ki a biztonsági erők és a tüntetők között. A hírek szerint 3-6 embert öltek meg, miközben valaki megölt egy rendőrségi tisztviselőt is.
Április 14-én orvlövészek végeztek a Szíriai Hadsereg egyik katonájával Banjaszban.

## A hadművelet
Május 7-én, miután sikeresen avatkoztak közbe a tüntetők ellen Darában, a Szíriai Hadsereg három irányból hatolt be Banjasz belsejébe. Bejutottak a többnemzetiségű város szunnita körzeteibe is. A hadművelet megindulásakor heves tűzharcokról érkeztek hírek.
Másnap mintegy 30 tankot láttak, melyek a várost védelmezték, melyek közül többet a belvárosban állomásoztattak. A Szíriai Haditengerészet több csónakja is a város közelében lévő tengerparton vett fel pozíciókat. Állítólag a speciális erők seregei a város északi részébe hatoltak be, ahonnét heves géppuskatüzet hallottak.
Május 14-én a hadsereg megkezdte a kivonulást a városból, miután a hadműveletük véget ért.

## Külső hivatkozások
- By All Means Necessary!, Human Rights Watch, 2011. dec. 16.

Koordináták: é. sz. 35,1822°, k. h. 35,9403°35.182200°N 35.940300°E